# Cobie Douma
Jacoba Sytske  of Jacoba Sijtske (Cobie) Douma, (Drachten, 30 april 1914 - Deventer, 7 oktober 2001) was een Nederlands fotograaf en verzetsstrijder. Zij was tijdens de Tweede Wereldoorlog lid van De Ondergedoken Camera.

## Opleiding en werk als lerares
Cobie was een dochter van Simon Douma (geboren Workum, 25 juni 1878), die voor de posterijen werkte, en Jacoba Uilkema (geboren  26 november 1881 te Goutum). Haar ouders verhuisden vaak, onder meer in 1913 van Amersfoort naar Drachten, waar Cobie geboren werd. Daarna woonde het gezin zestien jaar in Den Haag op verschillende adressen en vanaf 1936 weer in Amersfoort.
Cobie volgde de meisjes-HBS in Den Haag. Toen zij veertien jaar was, kreeg zij haar eerste camera. Ze wilde graag geschiedenis studeren, maar vanwege haar vooropleiding was dat niet mogelijk. Ze werd lerares huishoudkunde. Na haar opleiding kreeg zij een deeltijd-aanstelling in Winschoten, en ging daarna enige tijd in Groningen wonen.
Tijdens de Tweede Wereldoorlog, in 1941, werd zij fulltime lerares op een huishoudschool in Winschoten, maar vond ook tijd om te fotograferen, hoewel dat door de bezetters verboden was.

## Oorlogsfotografie
Aan het begin van de oorlog kocht zij een nieuwe camera. Zij hield twee albums bij, een over de oorlog en een over haar privéleven. Via vriendinnen en andere mensen die ze kon vertrouwen, kon ze op verschillende plaatsen foto's maken.
Het album over de oorlog ziet er uit als een plakboek. Het bevat niet alleen foto's maar ook andere documenten. Zo bevat het een bekeuring vanwege het plukken van kersen in de Betuwe. Ook bevat het een krantenknipsel met oproepen om informatie over paarden, schilderijen en familieleden die verdwenen waren. Ze heeft ook foto's gemaakt van zelfgemaakte schoenen van haar leerlingen, die tijdens de oorlog niet verkrijgbaar waren. Die schoenen waren gemaakt van riet, jute en papier. Ook liet zij zien hoe andere schoenen volkomen versleten waren. Ze fotografeerde ook gebeurtenissen in Winschoten: een razzia bij de gereformeerde kerk, waarbij de Grüne Polizei op zondagochtend jongemannen wilde oppakken voor de arbeidsinzet; het vorderen van paarden en het weghalen van de klok uit de kerk. Ze maakte ook foto's in Amersfoort en Groningen.
De ouders van Cobie hadden een woonark met de naam Wetterwille, die zij in de zomer naar Grouw verplaatsten. In 1943, nadat de woonark naar Grouw was verplaatst, maakte zij foto's van het skûtsjesilen, toen daar op  31 juli 1943  een wedstrijd gehouden werd.

## Na de oorlog
Na de oorlog bood ze haar foto's, in totaal 284 stuks, aan bij het Rijksinstituut voor Oorlogsdocumentatie (RIOD) in Amsterdam, waarna deze werden ondergebracht bij het Nederlands fotoarchief (dat is opgegaan in het Nederlands Fotomuseum) in Rotterdam. In het boek Sterke Verhalen uit de rijke collectie van het Nederlands Fotomuseum (2020) wordt aan haar werk aandacht besteed.
In 1993, Douma woonde inmiddels in Deventer, schreef Veronica Hekking over haar, in het vierde jaarboek van het RIOD, met de titel Het dagelijks leven tijdens de oorlog; de oorlogsalbums van Cobie Douma. Zij schrijft over Douma: "Cobie Douma blijkt al snel een scherp waarneemster van de ontwikkelingen die zich in een steeds sneller tempo voltrekken en ze is op het juiste moment ter plekke."